# Pic du Malrif
Il Pic du Malrif (2.906 m s.l.m.) è una montagna delle Alpi del Monginevro nelle Alpi Cozie. Si trova nel dipartimento francese delle Alte Alpi.

## Caratteristiche
La montagna si trova tra il Pic de Petit Rochebrune e la Merciantaira, sul crinale tra la valle della Cerveyrette e quella del Guil (la valle comunemente chiamata Queyras). Il Col du Malrif lo divide dalla Punta Merciantaira, mentre verso ovest il Pic du Malrif si collega con il Pic de Petit Rochebrune tramite il Col du Petit Malrif (2.830 m s.l.m.). 

## Salita sulla vetta
Si può salire sulla vetta partendo da Les Fonds, frazione di Cervières. La montagna è anche una classica meta di escursioni scialpinistiche, considerata di difficoltà BS.

## Punti d'appoggio
- Rifugio Fonts de Cervières - 2040 m[3]